# Nyameye Adom
Nyameye Adom (nacido en 1998 en Orlando, Florida) es un jugador de baloncesto estadounidense que mide 185 centímetros y juega en la posición de escolta en las filas del Club Baloncesto Peñas Huesca de la Liga LEB Plata.

## Trayectoria
Adom es un jugador nacido en Orlando, Florida, formado en la University High School de su ciudad natal hasta que en 2017 ingresó en el Wheaton College de Illinois, donde jugaría la NCAA III durante cinco temporadas con los Wheaton Thunder, desde 2017 a 2022. En su último curso universitario, obtuvo varios premios y nominaciones individuales, obteniendo unos promedios de 21,5 puntos y 3,2 rebotes.
El 31 de agosto de 2022, firma por el Club Baloncesto Peñas Huesca de la Liga LEB Plata.